# Kodeks 0262
Kodeks 0262 (Gregory-Aland no. 0262) – grecki kodeks uncjalny Nowego Testamentu na pergaminie, datowany metodą paleograficzną na VII wiek. Rękopis jest przechowywany w Berlinie. Tekst rękopisu jest wykorzystywany we współczesnych wydaniach greckiego Nowego Testamentu. 

## Opis
Zachowały się 2 pergaminowe karty rękopisu, z greckim tekstem 1. Listu do Tymoteusza (1,15-16). Karta ma rozmiar 9,5 na 13 cm. Tekst prawdopodobnie był pisany dwoma kolumnami na stronę, 6 linijek tekstu na stronę. 

## Tekst
Tekst rękopisu reprezentuje mieszaną tradycję tekstualną. Kurt Aland zaklasyfikował tekst rękopisu do kategorii III. 
Col I
[πισ]τος ω λλοκος
και πασης αποτοχης
αξιος οτι Χριστος Ις
[ηλθεν] ει[ς τ]ων
[κοσμον αμα]ρ
[τωλους σωσαι]
Col II
ομ προτος ιμιν
εγω, αλα δια τατο
ελεηθην; ινα εν ε
μοι προτω ενδι[ξη]
τε Χς; [Ις] την [απα]
[σαν μακροθυμιαν]
Transkrypcji dokonał Kurt Treu. 

## Historia
INTF datuje rękopis 0262 na VII wiek . 
Tekst rękopisu opublikował Kurt Treu w 1966 roku. 
Na listę greckich rękopisów Nowego Testamentu wciągnął go Kurt Aland, oznaczając go przy pomocy siglum 0262. Został uwzględniony w II wydaniu Kurzgefasste. Rękopis jest wykorzystany w krytycznych wydaniach greckiego Nowego Testamentu (NA26, NA27, UBS4). 
Rękopis jest przechowywany w Staatliche Museen zu Berlin (P. 13977) w Berlinie . 